# 泰国国旗日
泰国国旗日是泰国的节日，为纪念1917年9月28日国王拉玛六世设计通代隆（即现在的泰国国旗）的日子。2017年起每年9月28日定为非法定假日。